# Seixo da Beira
Seixo da Beira é uma vila portuguesa sede da Freguesia de Seixo da Beira do Município de Oliveira do Hospital, freguesia com 33,73 km² de área e 1369 habitantes (censo de 2021), tendo, assim, uma densidade populacional de 40,6 hab./km².
A povoação de Seixo da Beira foi elevada à categoria de vila em 1928.
A freguesia é constituída pelas povoações de Aldeia Formosa, Felgueira Velha, Pedras Ruivas, Póvoa da Barbeira, Seixas, Seixo da Beira, Sobreda e Vale Torto.

## História
Foi vila e sede de concelho com a designação Vila de Seixo do Ervedal até ao início do século XIX, quando foi anexado ao concelho do Ervedal. Era constituído apenas pela freguesia da sede e tinha, em 1801, 1 303 habitantes.
No século XVII, surge como sendo seu alcaide António Félix Machado da Silva e Castro, 2º marquês de Montebelo.

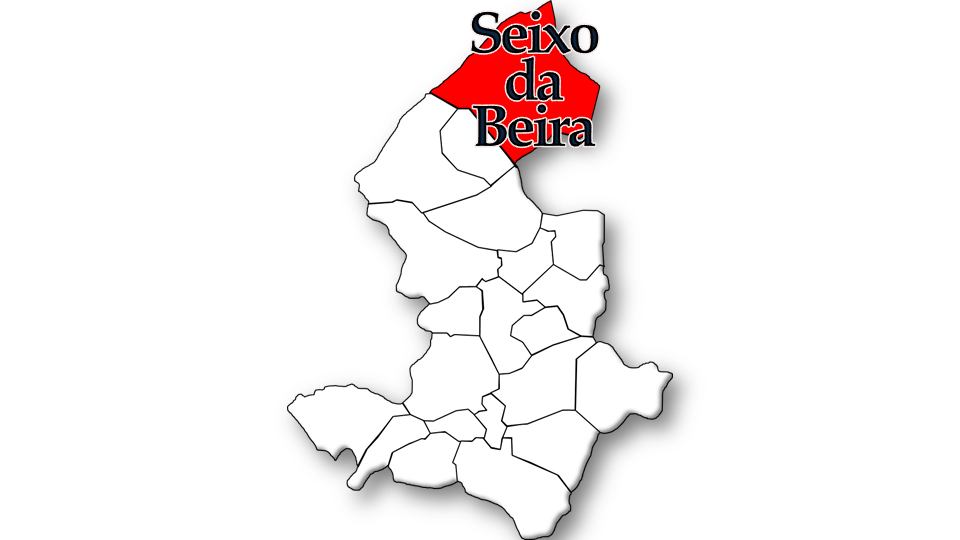
Localização no Município de Oliveira do Hospital

## Património
- Pelourinho de Seixo da Beira
- Igreja Paroquial
- Anta de Curral dos Mouros
- Anta de Arcaínha também conhecida por Dólmen do Seixo da Beira - Património de Interesse Público[6]
- Alminhas de Seixo da Beira
- Cruzeiro da Rua Rainha D. Mafalda (do século XIX).

## Heráldica
Escudo de azul, duas trompas de caça de ouro, embocadas de negro, passadas em aspa e atadas de verde; em chefe, cruz da Ordem de Avis, de verde, debruada de prata, entre dois ramos de oliveira de ouro, frutados de prata. Coroa mural de prata de quatro torres. Listel branco, com a legenda a negro: «SEIXO da BEIRA».

## Demografia
Nota: Nos anos de 1864 a 1920 figura com o nome de Seixo do Ervedal. Pelo decreto nº 15.005, de de 7 de Fevereiro de 1928, passou a ter a atual designação, sendo a respetiva povoação elevada à categoria de vila.
A população registada nos censos foi:
| Distribuição da População por Grupos Etários | Distribuição da População por Grupos Etários | Distribuição da População por Grupos Etários | Distribuição da População por Grupos Etários | Distribuição da População por Grupos Etários |
| -------------------------------------------- | -------------------------------------------- | -------------------------------------------- | -------------------------------------------- | -------------------------------------------- |
| Ano                                          | 0-14 Anos                                    | 15-24 Anos                                   | 25-64 Anos                                   | > 65 Anos                                    |
| 2001                                         | 277                                          | 222                                          | 830                                          | 393                                          |
| 2011                                         | 227                                          | 151                                          | 807                                          | 415                                          |
| 2021                                         | 138                                          | 138                                          | 673                                          | 420                                          |